# Giáo đường Do Thái Tempel (Kraków)
Giáo đường Do Thái Tempel (tiếng Ba Lan: Synagoga Tempel) là một giáo đường Do Thái ở Kraków, Ba Lan, thuộc quận Kazimierz.
Giáo đường Do Thái Tempel không chỉ là nơi thờ cúng chính mà còn là một trung tâm bùng nổ của văn hóa Do Thái, nơi tổ chức nhiều buổi hòa nhạc và các cuộc họp, đặc biệt là trong các Lễ hội.

## Tổng quan
Tòa nhà theo phong cách Moorish Hồi Sinh được thiết kế bởi Ignacy Hercok, và được xây dựng vào năm 1860 – 1862 dọc theo Phố Miodowa. Ngôi đền, với phần trung tâm cao với hai cánh thấp hơn, được thiết kế theo mô hình của Leopoldstädter Tempel, ở Vienna, Áo. Vào thời điểm giáo đường được xây dựng, Kraków là một phần của Đế quốc Áo-Hung. Nội thất hoàn thiện phong phú được trang trí với các hoa văn dày đặc được sơn bằng nhiều màu sắc và số lượng lớn lá vàng, nhưng các mẫu, ngoại trừ thiết kế Moorish tinh tế trên trần nhà, không phải là phong cách Moorish. Cổng vòm trên Aron Kodesh với mô hình các ngôi nhà cao và ngắn xen kẽ theo phong cách nghệ thuật dân gian Ba Lan hơn bất cứ thứ gì liên quan đến Hồi giáo. Aron Kodesh được bao phủ bởi một mái vòm lá vàng gợi lên mái vòm trên Nhà nguyện Sigismund trong Thánh đường Wawel gần đó.
Giáo đường đã bị hủy hoại trong Thế chiến II bởi Đức quốc xã, người đã sử dụng tòa nhà làm nơi cất giữ đạn dược. Sau chiến tranh, nó được sử dụng một lần nữa là một nơi cầu nguyện. Năm 1947, một mikvah đã được xây dựng ở phía bắc của giáo đường. Những buổi cầu nguyện thường xuyên được tổ chức cho đến năm 1985. Một dòng lớn các khoản đóng góp tài chính từ các nhà tài trợ tư nhân trên khắp thế giới cho phép giáo đường trải qua một cuộc cải tạo lớn từ năm 1995 đến năm 2000. Nó vẫn còn hoạt động ngày hôm nay, mặc dù những buổi cầu nguyện chính thức chỉ được tổ chức một vài lần trong năm.

## Hình ảnh

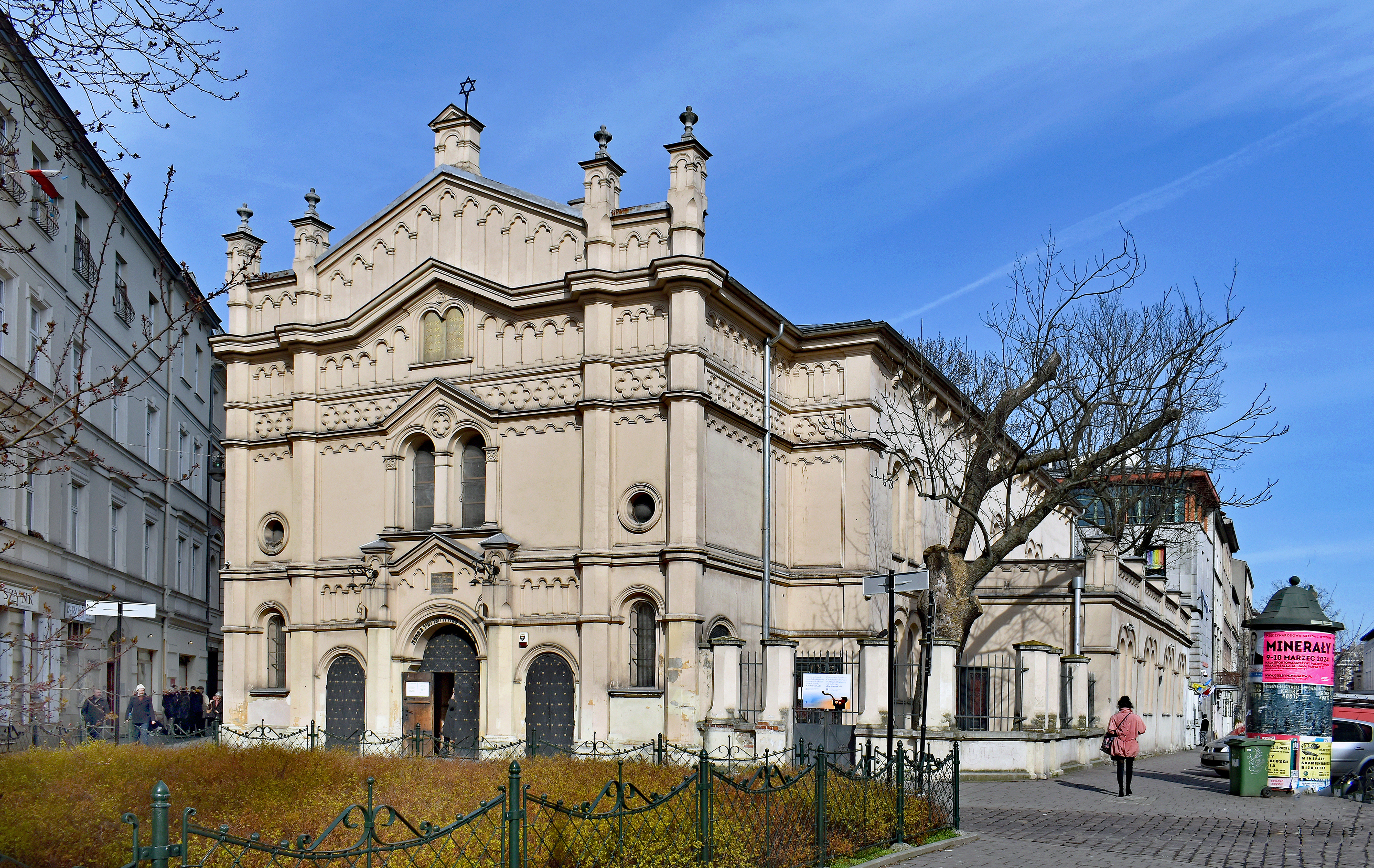
Toàn bộ tòa nhà
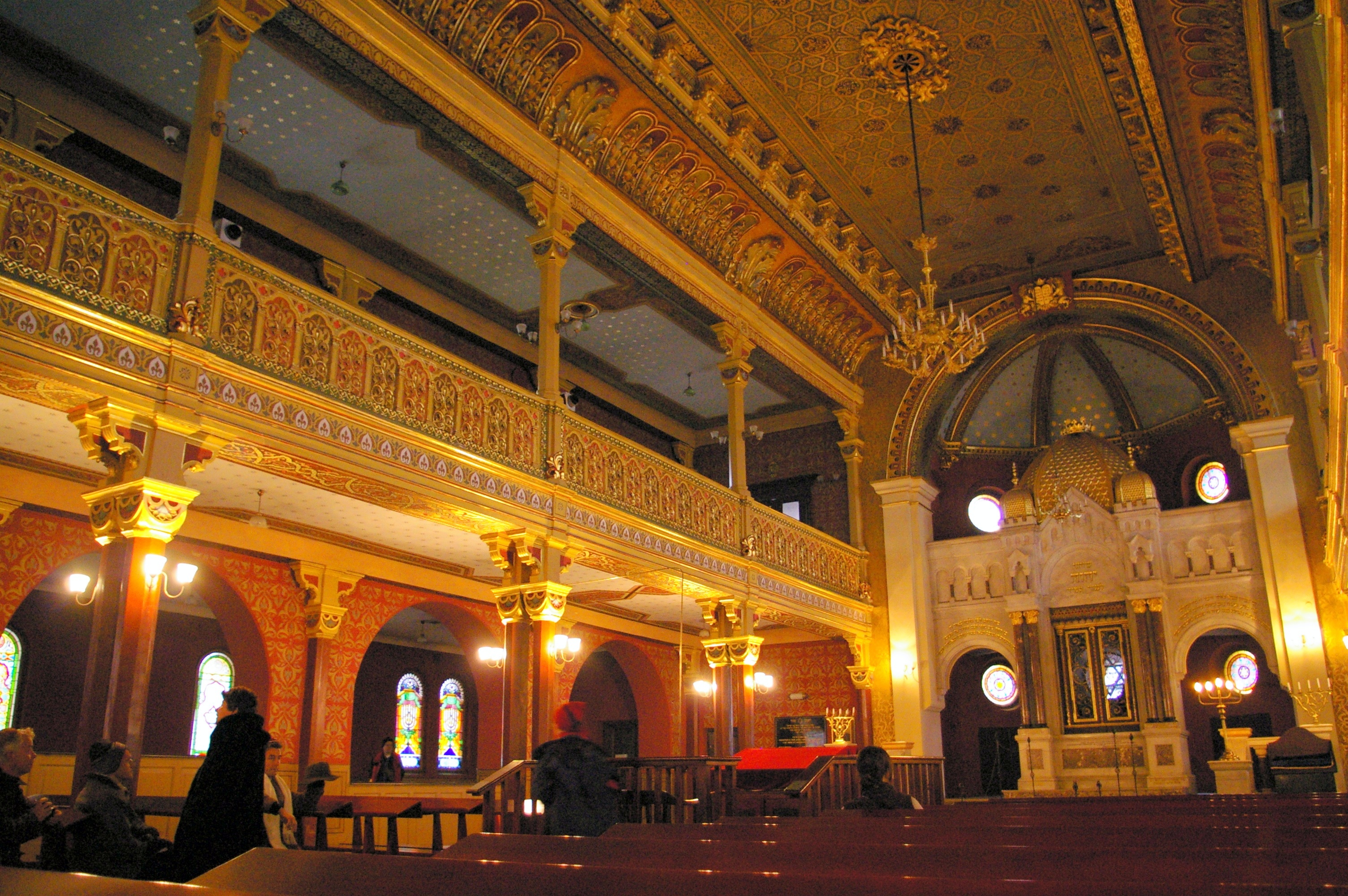
Nội thất của giáo đường
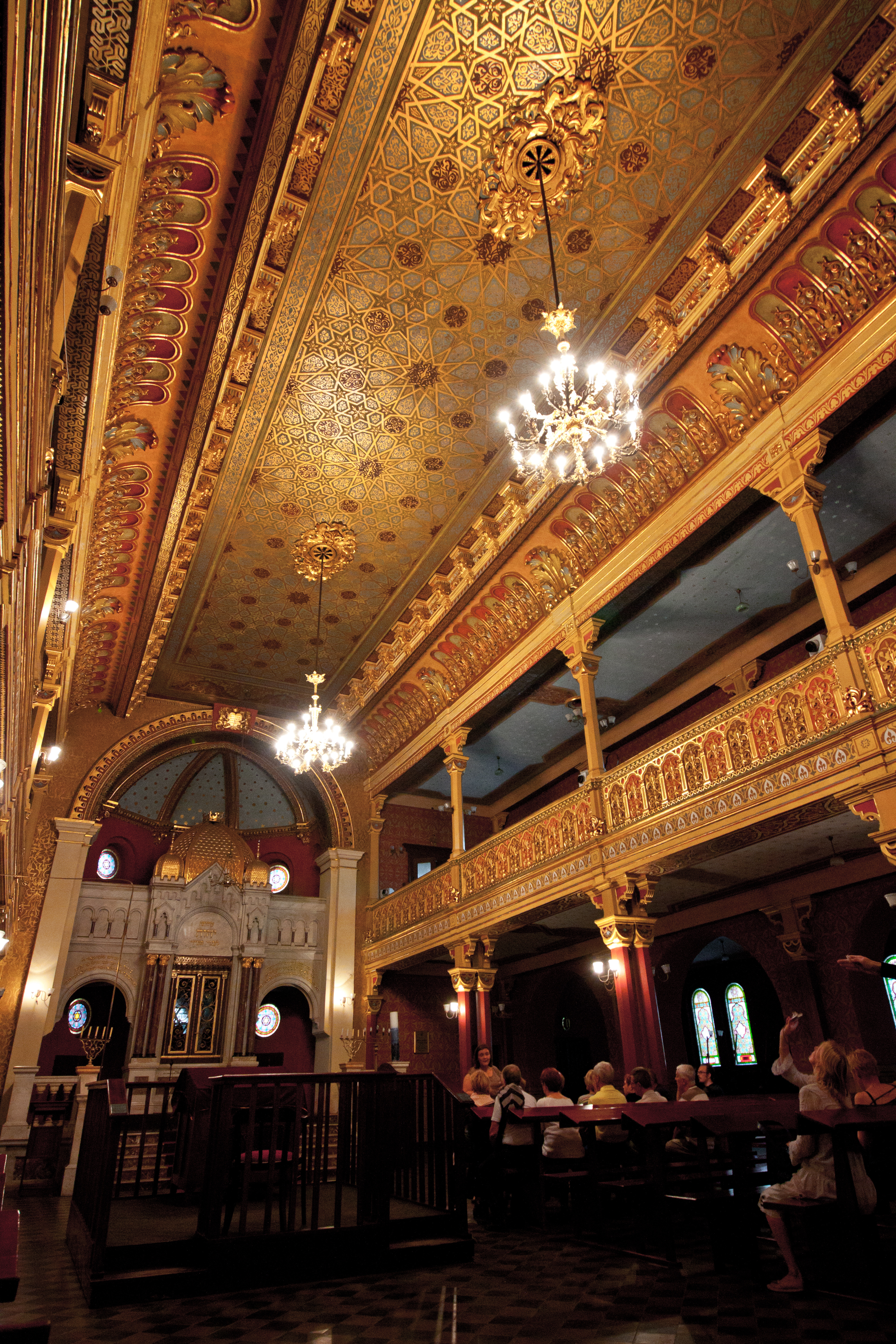
Trần vàng biểu tượng
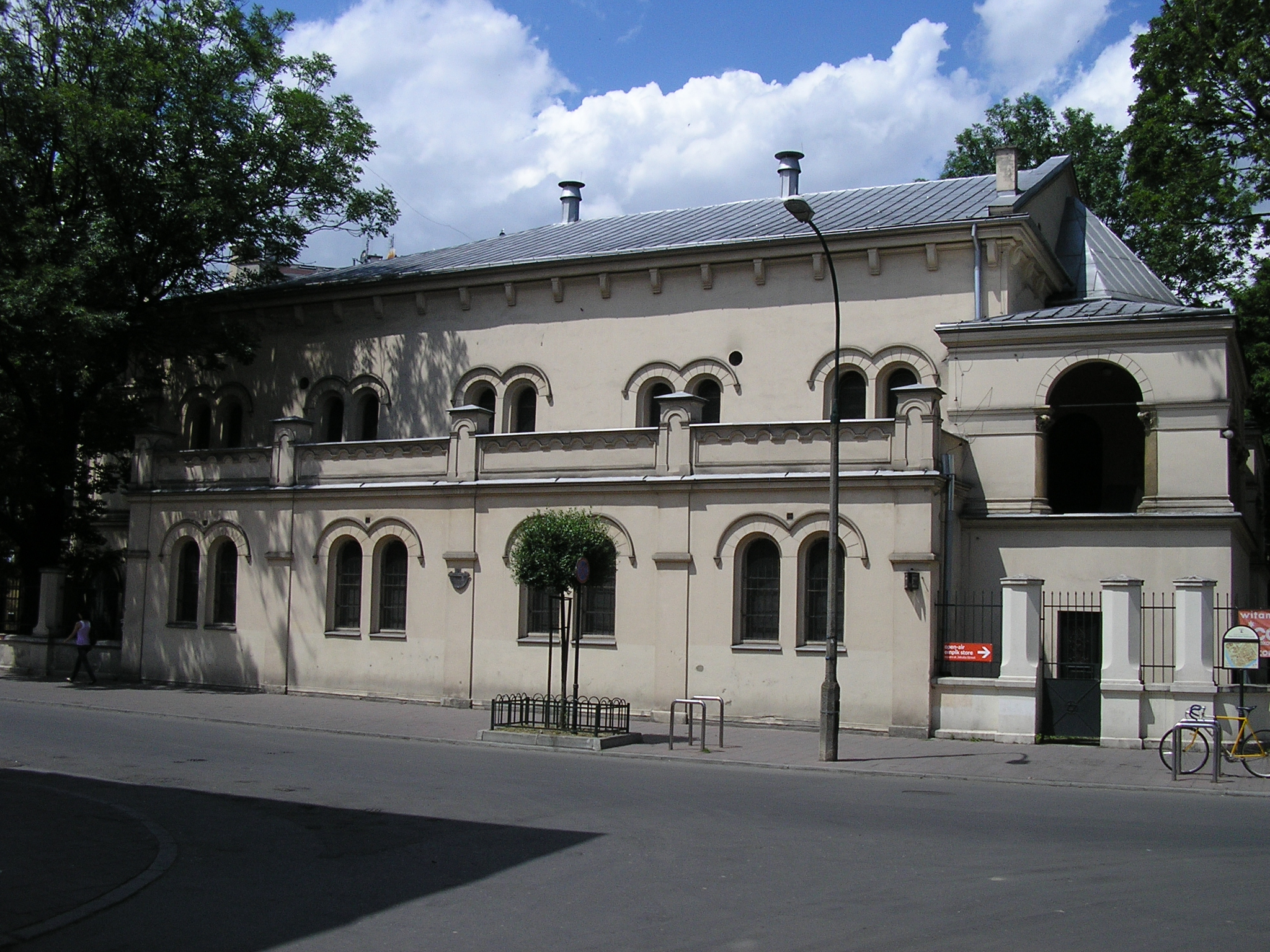
Ngoại thất
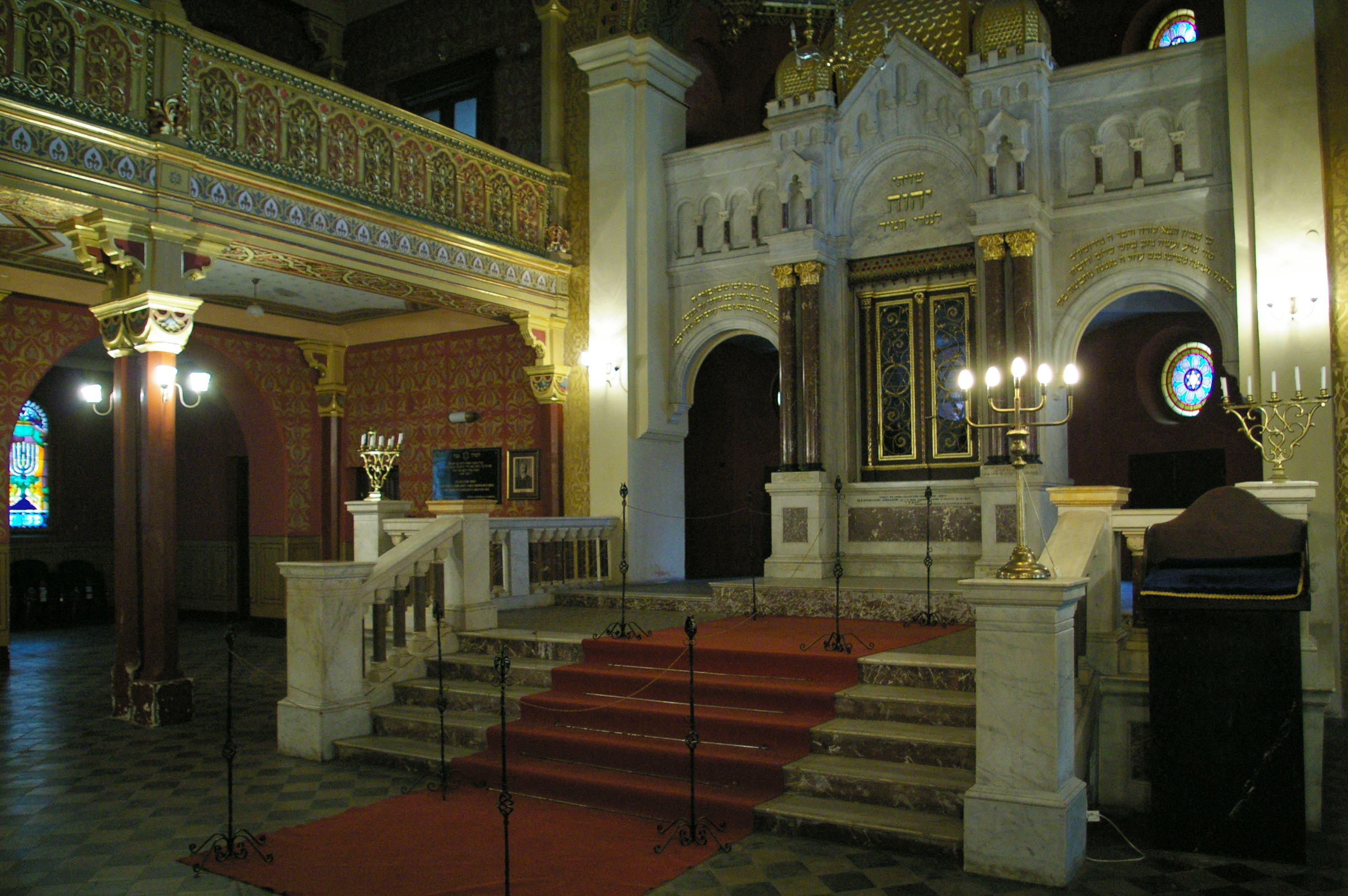
Aron Hakodesh